# Fumiaki Aoshima
Fumiaki Aoshima (青嶋 文明 Aoshima Fumiaki?,  nacido el 12 de julio de 1968 en Shizuoka) es un exfutbolista japonés. Jugaba de delantero y su último club fue el Honda de Japón.

## Trayectoria

### Clubes
| Club            | País  | Año         |
| --------------- | ----- | ----------- |
| Yamaha Motors   | Japón | 1987 - 1991 |
| Shimizu S-Pulse | Japón | 1991 - 1995 |
| Tosu Futures    | Japón | 1995 - 1996 |
| Honda           | Japón | 1996 - 1998 |

## Palmarés

### Títulos nacionales
| Título              | Club          | País  | Año       |
| ------------------- | ------------- | ----- | --------- |
| Japan Soccer League | Yamaha Motors | Japón | 1987-1988 |